# Länsväg N 882
Länsväg N 882 är en övrig länsväg i Hylte kommun i Hallands län (Småland) som går mellan småorten Långaryd i Långaryds distrikt (Långaryds socken) och Jönköpings läns gräns vid Vimmelstorp. Vägen är 13 kilometer lång och passerar bland annat byarna Mogård, Yttersjöholm och Käringanäs. Från Långaryd till och med Mogård är vägen belagd med asfalt för att därefter fortsätta som grusväg fram till Yttersjöholm från vilken vägen sedan är asfalterad den resterande sträckan fram till länsgränsen. Hela vägen har hastighetsgräns 70 km/h, förutom sträckan genom Långaryd där den är 50 km/h. Vägen har Bärighetsklass 1.
Vägen ansluter till:
- Länsväg N 880 (vid Långaryd)
- Länsväg N 882.01 (vid Långaryd)
- Länsväg N 883 (vid Mogård)
- Länsväg N 881 (vid Yttersjöholm)
- Länsväg N 884 (vid Käringanäs)
- Länsväg N 885 (vid Käringanäs)
- Länsväg F 535 (vid Jönköpings läns gräns nära Vimmelstorp)